# Eugénie Mouayini Opou
Eugénie Mouayini Opou née en 1953, est une écrivaine française d'origine congolaise.

## Biographie
Eugénie Mouayini Opou est une militante associative et présidente de différentes associations dont Bii Bana Nkoué-Mbali, le Collectif des Associations Africaines de la Région Rhône-Alpes et le Collectif des Femmes d'Afrique centrale. Elle est mère de six enfants. d'un garçon et des cinq filles et vit à Lyon.
En 2012, elle est candidate sans succès aux élections législatives à Ignié, sur la RN2, pour le Parti congolais du travail (PCT).
Elle est issue du royaume téké. Elle fait partie de la famille Akouatsan, l’une des six grandes familles royales du peuple Teke. En 2017, elle publie un recueil de contes traditionnels du peuple Téké intitulé ''Voix de sagesse Téké''.
En 2024, elle publie un livre en mémoire du Roi Makoko Iloo qui fut le premier roi régné du royaume téké être 1872 et 1892 et qui a signé  le traité de protectorat avec l’explorateur franco-italien, Pierre Savorgnan de Brazza.

## Publications
- Sa-Mana au croisement des bourreaux, Paris, L'Harmattan Congo, 2005, 88 p. (ISBN 2 7475 9644 3)
- Le Royaume téké. Histoire et coutumes., Paris, L'Harmattan Congo, 2005, 154 p. (ISBN 2 7475 8541 7)
- La reine Ngalifourou souveraine des Téké. Dernière souveraine d'Afrique noire., Paris, L'Harmattan Congo, 2006, 238 p. (ISBN 2-296-01310-4)
- Une femme candidate aux élections législatives au Congo-Brazaville, Paris, l'Harmattan-Congo, 2013 (ISBN 978-2-343-01252-0)
- Une rose pour les tirailleurs : recueil de poèmes, Paris, l'Harmattan-Congo Brazzaville, 2016 (ISBN 978-2-343-09136-5)
- Voix de sagesse téké : contes, Paris, L'Harmattan Congo, 2017, 220 p. (ISBN 978-2-343-12299-1)
- Le griot : pensée et mémoire de la tradition orale, Paris, l'Harmattan Congo-Brazzaville, 2018 (ISBN 978-2-343-13931-9)
- Étude des noms propres teke  : symboles de l'identité, héritage des valeurs culturelles ancestrales, Paris, les Impliqués éditeur, 2022 (ISBN 978-2-343-25646-7)
- Le collier du roi Makoko de Mbé, Paris, L'Harmattan Congo, 2023, 100 p. (ISBN 978-2-336-41843-8)
- Roi Makoko Iloo Premier du royaume téké, Paris, L'Harmattan Congo, 2024 (ISBN 978-2-336-47297-3)